# Публий Елий Севериан Максим
Публий Елий Севериан Максим (на гръцки: Ποπλιου Αιλιου Σεουηριανου; на латински: P. Aelius Severiuanus Maximus) е римски управител (legatus Augusti pro praetore Thraciae) на провинция Тракия по времето на август Септимий Север около 195 г. По-рано, вероятно през 194 г. е суфектконсул в Рим.
Произлиза от знатния римски род Елии. Името му е известно от надпис на статуя, която издигнал в чест на Септимий Север във Филипопол (дн. Пловдив). По-късно, също при Септимий Север, е управител на провинция Арабия Петрея.